# 安藤次猷
安藤 次猷（あんどう つぐのり）は、江戸時代中期から後期にかけての紀伊国田辺藩11代藩主。諱は後に直時（なおとき）と改名した。官位は従五位下・帯刀。

## 略歴
寛延2年（1749年）美濃国加納藩主・安藤信尹の三男として誕生した。
明和8年（1771年）3月12日に先代・安藤寛長が死去したため、同年7月11日に跡を継いだ。安永6年（1777年）6月に田辺城下で米騒動が起こり、天明6年（1786年）12月に米価高騰のために同月25日、28日の2回にわたって暴動が起こり、城戸の富豪4戸が破壊されるなど、治世は多難を極めた。
享和元年（1801年）5月9日に養子・道紀（徳川宗将の十男）に家督を譲って隠居し、文政10年（1827年）5月8日に79歳で死去した。

## 系譜
- 父：安藤信尹（1717年 - 1771年）
- 母：不詳
- 養父：安藤寛長（1747年 - 1771年）
- 正室：政 - 松平勝尹の娘
- 生母不明の子女
  - 男子：恒之助
  - 女子：安藤直與正室
- 養子
  - 男子：安藤道紀（1760年 - 1825年） - 徳川宗将の十男